# Mordellistena pseudotarsata
Mordellistena pseudotarsata is een keversoort uit de familie spartelkevers (Mordellidae). De wetenschappelijke naam van de soort is voor het eerst geldig gepubliceerd in 1964 door Ermisch.